# Andrzej Kiciński

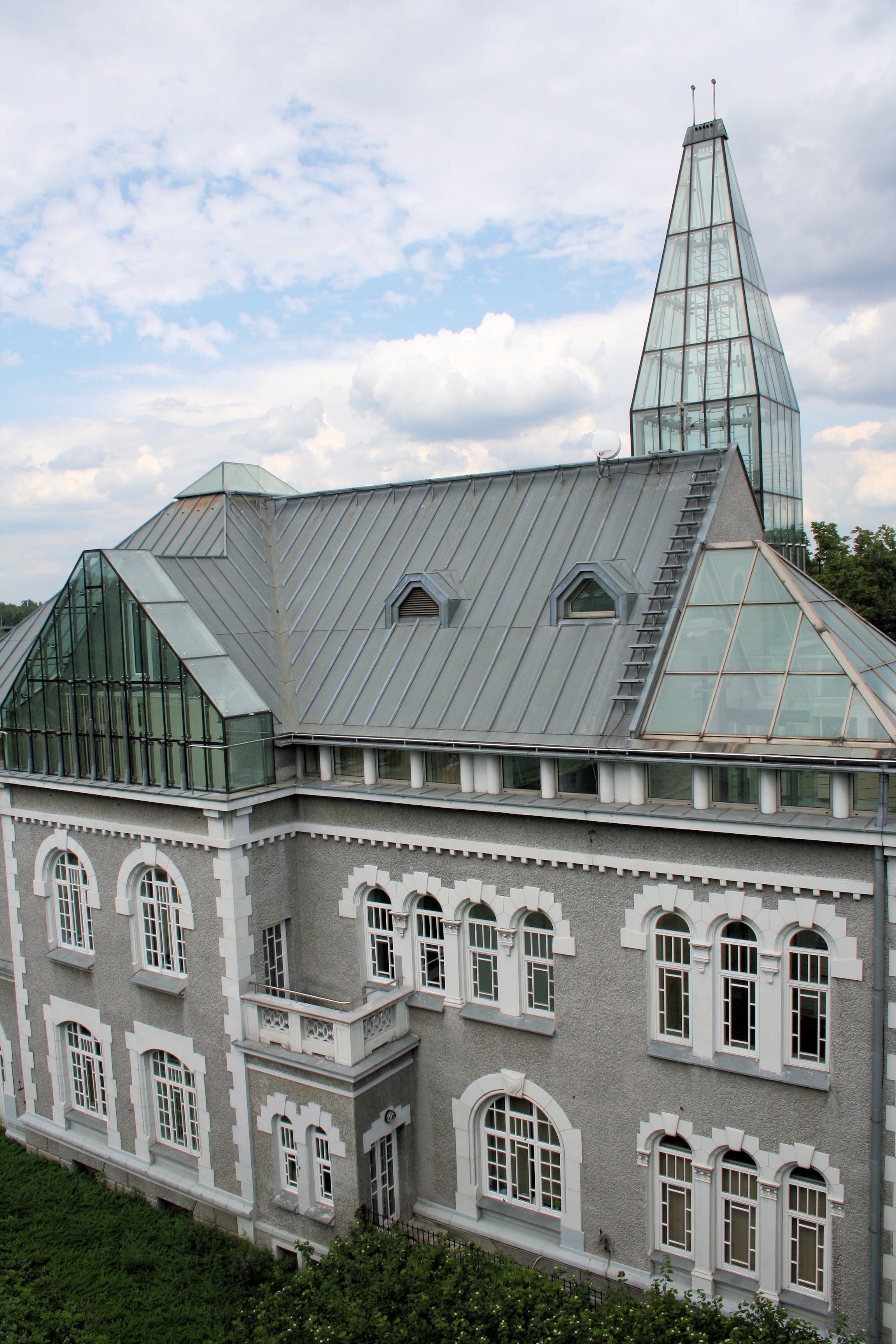
Szara Willa w Warszawie, przebudowana według projektu Andrzeja Kicińskiego w latach 1996–1997

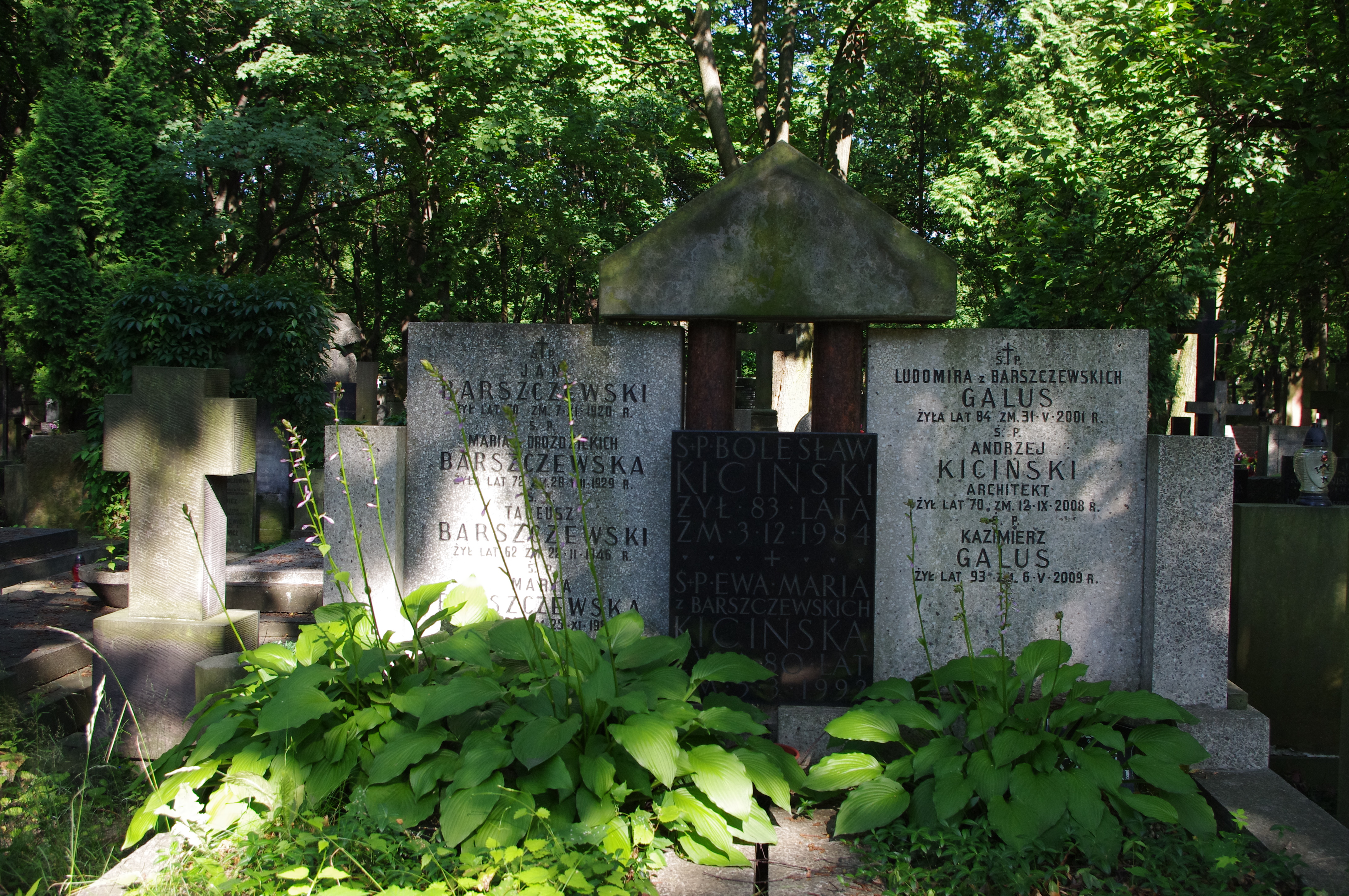
Grób na Starych Powązkach w Warszawie

Andrzej Wojciech Kiciński (ur. 8 lipca 1938 w Warszawie, zm. 12 września 2008) – polski architekt i urbanista, profesor nadzwyczajny na Wydziale Architektury Politechniki Warszawskiej.

## Życiorys
W 1962 ukończył architekturę na Politechnice Warszawskiej. Pracował m.in. dla Miastoprojektu i Biura Planowania Rozwoju Warszawy. Od 1991 prowadził własną pracownię „Andrzej Kiciński architekt”.
Członek Komitetu Architektury i Urbanistyki Polskiej Akademii Nauk, Głównej Komisji Urbanistyczno-Architektonicznej, Stowarzyszenia Architektów Polskich (od 1962) oraz Mazowieckiej Okręgowej Izby Architektów RP.

## Główne prace
- osiedle Sady Żoliborskie w Warszawie, 1959–1965 (w zespole architektonicznym Haliny Skibniewskiej)
- projekt konkursowy Muzeum Wojska Polskiego na Cytadeli warszawskiej, 1976 (z Markiem Budzyńskim, niezrealizowany)
- budynek wielorodzinny przy ul. Rozbrat w Warszawie, 1989
- postmodernistyczna kamienica na rogu ulic Twardej i Siennej, 1991
- Szara Willa przy ul. Lipowej w Warszawie, 1996–1997 (przebudowa obiektu zabytkowego, zbudowanego przez Bronisława Brochwicza-Rogoyskiego)
- pomnik I Dywizji Pancernej w Warszawie (architektura i otoczenie), 1998
- budynek wielorodzinny przy ul.św Bonifacego 92  (róg Powsińskiej) w Warszawie, projekt: 1995–1997, realizacja: 1998–2000 (nagroda Ministra Infrastruktury w 2001).
- Przychodnia Leczenia Niepłodności Novum, ul. Bociania 13 (przy ul. Puławskiej), Warszawa, projekt: 2001–2003, realizacja: 2002–2003
- osiedle mieszkaniowe Wilanów Ogrody przy ul. Sarmackiej w Warszawie, 2005

W dziedzinie urbanistyki jednym z jego najbardziej znanych planów była koncepcja usypania na Wiśle sztucznych wysp, między mostem średnicowym i ul. Karową; na największej proponował ulokować Świątynię Opatrzności Bożej.
Pochowany na cmentarzu Powązkowskim (kwatera 226-6-12/13).

## Nagrody
- Honorowa Nagroda SARP w 1997
- Europejska Nagroda Architektoniczna „The Green Point” w 1998
- nagrody Ministra Spraw Wewnętrznych i Administracji w dziedzinie architektury w 1997 i 1998
- nagroda za Modernizację Roku 1998
- nagrody Ministra Infrastruktury w 2001 i 2004

## Odznaczenia i wyróżnienia
- Brązowy Krzyż Zasługi (1976)[1]
- Złota Honorowa Odznaka IARP (2010 - pośmiertnie)[1]
- Złota Odznaka SARP (1985)[1]
- Srebrna Odznaka SARP (1978)[1]